# Fendi
Fendi er et italiensk modehus, der blev grundlagt af Adele Fendi i Rom i 1925 som en butik med pelse og lædervarer. Sammen med sin mand Edoardo Fendi lagde hun således grundlaget for en virksomhed, der siden er blevet en af Italiens mest fremgangsrige producenter af accessories – ikke mindst de berømte Fendi tasker.[kilde mangler]
Herrekollektionen Fendi Uomo havde premiere i 1990 og er en opvisning i sofistikeret, italiensk playboystil. Kollektionen designes af Silvia Venturini Fendi, der er barnebarn af Adele og Edoardi og hende, der er udråbt til at føre det stolte familienavn videre ind i det ny årtusinde. 
Siden 1965 har Karl Lagerfeld været tilknyttet Fendi med sine pelskollektioner og selv i dag har Lagerfeld stadig en vigtig position hos Fendi som chefdesigner.[kilde mangler] Fendi blev i 2002 opkøbt af LVMH-gruppen og med fornyet kapital i ryggen har virksomheden ekspanderet brandet i form af en mere aggressiv markedsføring og åbning af flere butikker verden over. 
Samme år som Karl Lagerfeld begyndte at arbejde for Fendi, designede han det berømte logo “the double F”.